# CC-114
La CC-114 es una carretera perteneciente a la Red Secundaria de la Diputación Provincial de Cáceres que une carretera  EX-205  con el Límite de la C. A. de Castilla y León en la provincia de Caceres
Su denominación oficial es "Carretera de EX-205 a límite con Salamanca (a El Sahugo) por Cadalso y Descargamaría".

## Historia de la carretera
Esta carretera está formada por las antiguas carreteras CC-5.1 y CC-5.2 que fueron renombradas en el cambio del catálogo de Carreteras de la Diputación Provincial de Cáceres en el año 2022.